# Alfred Brust
Alfred Brust (* 15. Juni 1891 in Insterburg; † 18. September 1934 in Königsberg) war ein deutscher Schriftsteller.

## Leben
Brust schrieb Dramen, Romane und war auch als Lyriker tätig. Seine dramatischen Einakter werden dem literarischen Expressionismus zugerechnet, von denen die ersten noch im Jugendalter erstellten Werke von seinem Förderer Francesco Sioli aufgeführt wurden. In seinem Prosawerk wendet er sich religiösen Themen zu und beschäftigt sich mit dem Volk der Pruzzen in seiner ostpreußischen Heimat. 1926 wurde sein Roman Die verlorene Erde für den Kleist-Preis nominiert, den Brust 1929 erhielt. Zivilisationskritik übt er mit seinem Roman Eisbrand (1933).
Während des Ersten Weltkrieges lernte Brust in der Zensurabteilung des Oberbefehlshabers Ost u. a. Richard Dehmel, Arnold Zweig, Karl Schmidt-Rottluff und Sammy Gronemann kennen. Die Begegnung mit dem jüdischen Leben zu dieser Zeit prägte sein Werk nachhaltig, ebenso wie vor dem Weltkrieg die Freundschaft mit Peter Gast und über ihn vermittelt das Werk von Friedrich Nietzsche. Brust gehörte kurzzeitig und als Randfigur der expressionistischen Architektenvereinigung Gläserne Kette um Bruno Taut an.
Nach der „Machtergreifung“ der Nationalsozialisten unterschrieb Brust im Oktober 1933 zusammen mit 87 anderen Schriftstellern das Gelöbnis treuester Gefolgschaft für Adolf Hitler. Während die Nationalsozialisten seine Bodenständigkeit zunächst begrüßten, bezeichneten sie seine Arbeiten bald darauf als dekadent und verbannten sein Werk von den Spielplänen und vom Buchmarkt.
Sein schriftlicher Nachlass, der sich 1945 in Königsberg befand, ist nicht erhalten. Eine nachträglich von seinem Sohn Cornelius angelegte Sammlung mit Briefen und Dokumenten befindet sich im Deutschen Literaturarchiv Marbach.

## Werke
- Spiele. Dramen. 1920.

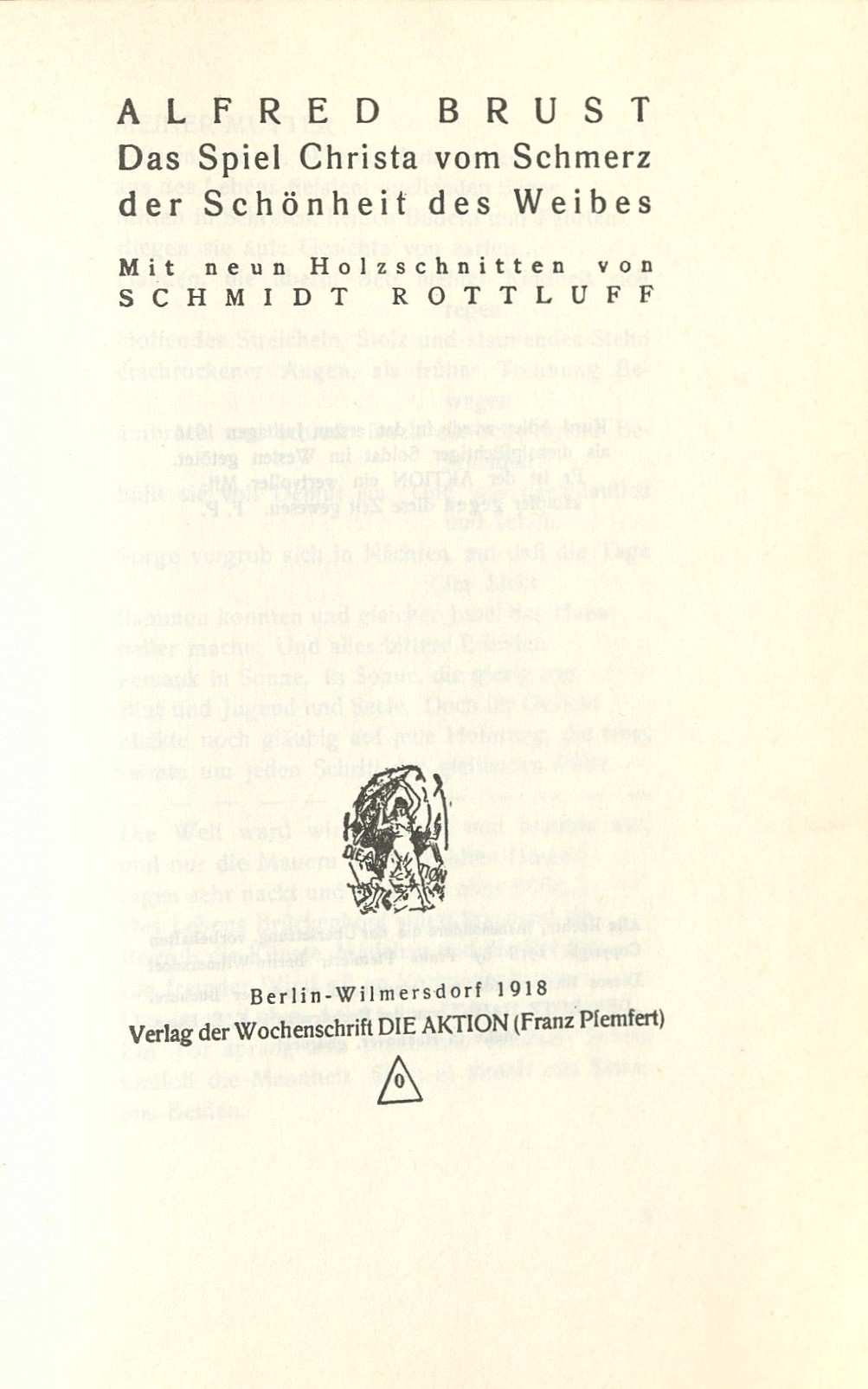
Das Spiel, 1918, in der Reihe Der Rote Hahn von Franz Pfemfert

- Tolkening. Dramentrilogie. 1921–1923.
- Selbstbild. autobiografisch. 1923.
- Himmelsstraßen. Erzählungen. 1923.
- Die verlorene Erde. Roman. 1926.
- Cordatus. Ein dramatisches Bekenntnis. 1927[3]
- Jutt und Jula. Erzählung. 1928.
- Ich bin. Gedichte. 1929.
- Festliche Ehe. Roman. 1930.
- Der Lächler von Dunnersholm. Erzählungen. 1931.
- Eisbrand – Die Kinder Der Allmacht. Roman. 1933.